# Славинский, Константин Петрович
Константин Петрович Славинский (26 мая 1880, Кронштадт — 1944, Сыктывкар) — офицер Русского императорского флота, участник Цусимского похода и сражения.

## Биография
Родился 26 мая 1880 года. Вступил в службу в 1896 году; в 1899 году окончил Морской кадетский корпус, мичман. С 1900 года служил командиром миноносца № 203 в составе эскадры Тихого океана. В 1904 году — лейтенант, вахтенный начальник, командир левой носовой 6" башни эскадренного броненосца «Орёл» в составе Второй тихоокеанской эскадры. 14 мая 1905 года во время артиллерийского боя с японской эскадрой был тяжело ранен (трещина в левой височной кости, осколочное ранение над левым глазом с проникновением в глаз) и уведён в операционную.

Лейтенант Славинский вскрикнул и слетел с командной площадки. На лбу у него багровела круглая, как печать, ссадина, один глаз запорошило, другой выбило, полное веснушчатое лицо, обливаясь кровью, болезненно передёргивалось. Когда пришли носильщики, он, отправляясь с их помощью в операционный пункт, обратился к артиллерийскому квартирмейстеру Цареву:
— Командуй здесь за меня, а я отвоевал…— А. С. Новиков-Прибой. Цусима

Около 3 час. попол. почувствовал я сильный удар в башню, глаза были ослеплены взрывом на крыше, я был сброшен с командной площадки и потерял сознание. Придя в себя, увидел, что лежу на полу башни, кругом кровь, струя которой течет со лба, комендоры стараются поднять меня и спорят, убит ли я или только ранен. Запретив им провожать меня, я с помощью носильщиков добрался до операционного пункта, где мне была сделана перевязка двух глубоких ран головы и выбитого левого глаза, после чего я был положен в помещение перед операционным пунктом, где от сильной боли опять лишился сознания. Пришёл в себя от звуков сигнала: «отражение минной атаки». Попробовал встать на ноги и оказалось, что ходить могу, хотя голова кружится, оставшийся целым правый глаз сильно режет и смотреть им больно. Желая вернуться на своё место, стал подыматься по трапу, но меня заметил тут старший доктор Макаров и, схватив за китель, сказал: «куда вы идете? вы сейчас опять свалитесь, лежите здесь, санитары, возьмите его», и сколько я ни просил отпустить меня наверх, он идти не позволил и уложил меня уже в самом операционном пункте. В это время принесли новых раненых, доктора ими занялись, а я воспользовался этим и потихоньку ушёл по трапу на верхнюю жилую палубу… Явившись лейтенанту Шамшеву, я доложил, что башня моя совершенно сбита и я прошу дать мне новое назначение. В это время ему доложили о пожаре на шканцах. Лейтенант Шамшев приказал мне заняться его тушением. При выходе моем из боевой рубки, около неё на мостике разорвался снаряд, произведший пожар между цистернами пресной воды и шлюпками, который однако вскоре был потушен, после чего я отправился на шканцы; встретив по дороге лейтенанта Ларионова, возвращающегося с перевязки. Придя на шканцы, занялся тушением коечных сеток и угольных мешков, дававших массу густого, чрезвычайно едкого дыма, сильно мешавшего действию кормовых башен и затруднявшего само тушение. Когда пожар уже был почти потушен, над головой моей, вероятно, в минных катерах разорвался снаряд крупного калибра, я почувствовал удар в голову, сорвавший повязку, и потерял сознание. Пришёл в себя в операционном пункте, оба глаза забинтованы, сильнейшая боль в левом виске. Спрашиваю, как время, говорят, что уже 7 часов.— Показания лейтенанта Славинского
С 15 мая 1905 года находился в плену после сдачи остатков эскадры. 20 августа 1905 был выписан из госпиталя в Майдзуру, 28 августа 1905 перенёс операцию по удалению глаза в Киото.
С 1905 года — младший, с 30 мая 1911 — старший адъютант Главного морского штаба.
27 февраля 1912 года переведён в береговой состав флота, 25 марта 1912 произведён в капитаны 2-го ранга. С 30 июля 1915 — капитан 1-го ранга. В 1917 году служил генералом для поручений в Главном морском штабе.
В 1918 году работал помощником начальника тыла Волжской флотилии, занимался подъёмом затонувших судов, затем (с 1920) работал в Вольске на строительстве плавучих кранов для нужд Волго-Каспийской флотилии. 22 июня 1920 года по пути в Петроград был арестован в поезде, 14 июля 1920 заключён в Бутырскую тюрьму. После освобождения (1923) работал в Государственном строительстве железобетонных судов, в 1925 году — инженером в Судотресте, с 1928 года — в Бюро по железобетонному судостроению Судотреста. Секретарь Технического совета по железобетонному судостроению. Инженер Государственного института по проектированию металлургических заводов («Гипромез»).
30 января 1930 был арестован по обвинению в шпионаже в пользу Эстонии и Постановлением Коллегии ОГПУ 23 июня того же года приговорён к 10 годам исправительно-трудовых работ; 13 июля отправлен в Соловецкий лагерь особого назначения. 7 сентября 1933 года был переведён в Белтбалтлаг на станцию Медвежья Гора Кировской железной дороги.
В 1940 году был освобождён из лагеря и выслан на 3 года в Сыктывкар, где умер в 1944 году.

## Семья
Отец — Пётр Николаевич Славинский (10.6.1851 — январь 1917), полковник.
Мать — Анна Михайловна Коршунова (? — 1933), дочь кронштадтского купца 2-й гильдии.
- брат — Сергей (5.6.1887[1] — 1949); женат на Анастасии Константиновне; дочь — Надежда (р. 14.9.1939, Ленинград).

Жена с  27.04.1908 — Зинаида Сергеевна Иконникова-Галицкая (26.2.1880 — ?), дочь Сергея Сергеевича Иконникова (с 1901 — Иконникова-Галицкого; 24.3.1850 — ок. 1920), действительного статского советника (1895), и Ольги Яковлевны, урождённой Кетчер.
- дочь Ольга (26.2.1911 — 1986).
- внук Персон Андрей Юрьевич (26.05.1940 - ).

Жена — Наталья Александровна Славинская; в 1930 году была выслана из Ленинграда на 3 года.

## Награды
- Серебряная медаль за участие в войне 1900—1901 годов (1901)
- Орден Святой Анны 3-й степени (06.12.1904) — за заграничное плавание в составе 2-й эскадры флота Тихого океана.
- Орден Святого Станислава 3-й степени с мечами и бантом (21.10.1906)
- Светло-бронзовая медаль с мечами и бантом за участие в войне 1904—1905 годов (1906)
- Орден Святого Владимира 4-й степени с мечами и бантом (18.06.1907)
- Тёмно-бронзовая медаль за участие в походе 2-й эскадры Тихого океана (1908)
- Орден Святого Станислава 2-й степени (29.3.1909)
- Французский орден Почётного легиона кавалерского креста (1908)
- Бухарский орден золотой звезды 3-й степени (1911)
- Итальянский орден Святого Маврикия офицерского креста (1912)
- Прусский орден Короны 2-го класса (1912)
- Шведский орден Меча кавалерского креста 1-го класса (1912).
- Памятная медаль в ознаменование 200-летия Полтавского сражения (1912)
- Памятная медаль в ознаменование 100-летия войны 1812 года (1912)
- Памятная медаль в ознаменование 300-летия Царствования дома Романовых (1913)
- Подарок по чину с вензельным изображением Высочайшего имени (6.4.1914).

## Адреса в Санкт-Петербурге
- ул. Чайковского, д. 20 — проживал перед арестом (1930)[2].